# Axel Norlander
Axel Porat Norlander, född den 7 maj 1883 i Lund, död den 21 januari 1948 i Nockeby, var en svensk sjömilitär. Han var son till Carl Norlander och far till Olof Norlander.
Norlander blev underlöjtnant vid flottan 1903, löjtnant där 1905, kapten 1912, i reserven 1922, och kommendörkapten av andra graden i marinen 1935. Norlander var generalsekreterare vid Kungliga Automobilklubben 1920–1937. Norlander deltog i kommittéer för utarbetande av motorförordningar samt i motorkongresser i utlandet och nedlade ett stort arbete för trafikundervisning och trafikkulturens höjande. Han blev riddare av Vasaorden 1923, av Svärdsorden 1927 och av Nordstjärneorden 1928. Norlander vilar på Norra begravningsplatsen utanför Stockholm.